# Racjonalny egoizm
Egoizm racjonalny (łac. ego – ja, rationalis – rozumny, rozsądny) – system etyczny głoszący, że egoizm jest praktycznym ideałem rozumu.
W myśli tej rozum jest podstawowym narzędziem ludzkiego poznania; jest to doktryna głosząca, że jeśli jakiś wymóg moralny ma być rozsądny lub godny przyjęcia, to podporządkowanie się mu musi być zgodne z rozumem.
System ten mówi, że zawsze racjonalne jest dążenie do własnego największego dobra (które jest moralne i cnotliwe) a inne postępowanie nie jest słuszne. Jeśli coś nie jest w naszym interesie to wymaga uzasadnienia, jeśli coś jest w naszym interesie to jest uzasadnione. Egoizm racjonalny twierdzi, iż ludzkie dobro nie wymaga ludzkich poświęceń i tego dobra nie da się osiągnąć na drodze szkodzenia komukolwiek; nie ma tutaj również miejsca na konflikty interesów między ludźmi, którzy nigdy nie pragną niezasłużonego, którzy dają i biorą w myśl zasady wolnej, nie przymuszonej wymiany, tylko to, co im się należy, którzy traktują wszystkich jak niezależnych partnerów, chcą, jak kupcy by wymiana przyniosła korzyści obu stronom.
Z racjonalnego egoizmu wynika egoizm etyczny.
Jednym z czołowych przedstawicieli racjonalnego egoizmu w filozofii jest Ayn Rand.